# 倒摄认知
倒摄认知（Retrocognition或postcognition）又译后瞻、溯知，是指“不能用常规手段了解或推断的对过去事件的认知 ”。该术语由弗雷德里克·威廉·亨利·迈尔斯提出。

## 概述
倒摄认知长时间被科学研究人员归为不可测的精神现象，因为，为了验证是否发生了准确的倒摄认知经历，必须查阅现有的文献和人类知识，它的存在使得当代一些基础知识有待提升。 例如，如果试图倒摄认知"温斯顿·邱吉尔杀死了一只鹦鹉"的知识，那么验证的唯一方法就是查询丘吉尔活动的现存资料。 如果发现他的确杀死过一只鹦鹉，那么可以说你"只是"获取了这一事实的现代知识(通过洞察力、心灵感应、有关文件或某人的知识)，而不是直接感知——按照倒摄认知的方式——丘吉尔过去的任何事件。 鉴于这一基本的逻辑困难，超心理学家少有对倒摄认知的实验研究。 因此，倒摄认知的证据只限于暗示这种现象的自然案例。
最著名的案例是1901年的莫伯利—乔丹事件。安妮·莫伯利与埃莉诺·乔丹——英国大学女子教育的早期管理人与学者——他们试图通往玛丽·安托瓦内特王后的私人城堡小特里亚农宫。在迷路之后，他们认为他们而是来到了王后鬼魂面前。 她们以《一次奇遇》（An Adventure）为题发表了这次见闻。莫伯利和乔丹描述了她们是如何确信在接下来的几周中看到的甚至与之交谈的人物——给定衣着、口音、地形和建筑的细节——这些都是由玛丽·安托瓦内特推测于1792年8月10日，关于1789年她在小特里亚农宫最后几天的回忆。虽然在大众文学中经常被认为是倒摄认知的证据，但这本书立即被英国心灵研究学会的主要成员Eleanor Sidgwick在其《事项》（Proceedings）中发表的一篇文章中视为共同的虛談症产物而被摈弃。
另一个倒摄认知的例子发生在1957年的英国萨福克郡科尔塞村。一个晴朗的星期天早上，3名年轻的海军学员走进该村，目睹了一番奇异的景象。其中一名名为威廉•莱恩（William Laing）告诉超心理学家安德鲁·麦肯齐，他们所见村里唯一一个商业性质的建筑是个店内没有桌子与柜台的肉店，肉店长满了青苔的台子上摆有2、3头已剥皮的全牛尸体；走过巷子时，发现每间房屋的窗户里面都是黑黑的；他对一间有后窗的房间记得很清楚，那里面没有家具与地毯，白色的墙面非常脏，肯定不是现代的品质。麦肯齐调查后得出结论，那3个年轻人所经过的村庄是600多年前的，最有可能是1349年受到了黑死病蹂躏后的村庄。
历史学家阿诺尔德·汤因比声称自己拥有多次倒摄认知的经历，在这些经历中，还可以见证一些重大历史事件的发生。

## 大众文化
- 许多电视和电影中的虚构人物展现出这种能力，例如的《圣女魔咒》中的菲比·哈利韦尔（英语：Phoebe Halliwell）、《灵媒辑凶》中的艾莉森·迪布瓦（英语：Allison DuBois）和《血色玫瑰（英语：Rose Red (miniseries)）》中的埃默里·沃特曼。有这种能力的文学角色包括青年时空旅行小说《琥珀屋（英语：Amber House Trilogy）》中的主角莎拉·帕森斯（和她的几个母系祖先）。
- 福斯广播公司出品的《危机边缘》将“倒摄认知”一词加入到了第3季片头超心灵术语中。